# Ichirô Oga
Ichiro Oga (大賀一郎, Ōga Ichirō, 1883 à Okayama - 28 avril 1965), également connu sous le nom de Hasu Hakase (Docteur Lotus), est un paléobotaniste japonais célèbre pour son travail de découverte et de renaissance d'anciennes graines de lotus.

## Biographie
Ichirô Oga a fréquenté l'Université impériale de Tokyo. Il est diplômé de l'université en 1909 et est entré à l'école doctorale ou il s'est spécialisé en cytologie végétale.[réf. nécessaire] Durant cette période, Ichirô Oga a également commencé à étudier le lotus. Après avoir obtenu son diplôme, il est devenu botaniste dans la zone ferroviaire de la Mandchourie du Sud et il a été professeur à l'Institut d'éducation de la Compagnie des chemins de fer de la Mandchourie du Sud .
En 1917, Ichirô Oga a eu vent de rapports sur d'anciennes graines de lotus qui avaient été déterrées par un fermier de Dalian en Chine. Décidant d'enquêter, il s'est rendu dans les lits tourbeux du bassin de Paozi, la zone où les graines de lotus ont été découvertes. Avec l'aide de l'agriculteur local Liu Guai, Oga a pu collecter plus de 7 000 spécimens. Les deux hommes ont supposé que l'écosystème du lotus s'était effondré 400 ans plus tôt. Bien que très apprécié par Oga, Guai a été exécuté pour sa collaboration avec les Japonais à la fin de l'occupation japonaise.
En 1923, Ichirô Oga a réussi à faire germer les graines recueillies alors qu'il fréquentait l'Université Johns Hopkins. Il est retourné à l'Université de Tokyo et a obtenu son doctorat en sciences en 1927. Il a commencé à distribuer des graines à ses collègues, dont Ralph Works Chaney, qui les a transmises à Willard Libby pour une datation au radiocarbone. En 1951, les graines ont été testées et les études suggère qu'elle avait environ 1 040 ans. Le spécimen le plus ancien était daté de 1 288 ans. Cependant, le matériau en bois trouvé au-dessus des graines a plus tard été daté de plus de 3 000 ans. Cela a remis en question la datation originale. L'histoire a été publiée dans Life Magazine le 3 novembre 1952, où les graines auraient plus de 2 000 ans.

## Prolongement de ses travaux
Jane Shen-Miller est une chercheuse qui étudie les lotus dans la continuité des travaux d'Ichirô Oga. 37 ans après sa mort, elle rencontre au Japon ses neveux qui lui communiquent les publications de leur oncle, en particulier un ouvrage comportant des cartes localisant le lac de Pulantien dans la province de Liaoning en Chine, lieu de provenance de graines de lotus sur lesquelles il a fait des publications.